# Henryk Ossowski
Henryk Ossowski, ps. „Dołęga”, herbu Dołęga (ur. 15 lutego 1918 w Kunicach, zm. 3 kwietnia 1981 w Borowiczkach). Właściciel majątku Kunice, podchorąży Wojska Polskiego.

## Życiorys
W 1939 r. podczas kampanii wrześniowej brał udział w obronie Modlina, następnie został adiutantem majora Henryka Dobrzańskiego „Hubala”. Po rozbiciu Oddziału Wydzielonego Wojska Polskiego wstąpił do Związku Walki Zbrojnej. Ukrywał się w Miławczycach. Brał udział w przerzutach kurierów na Węgry, walczył w powstaniu warszawskim. Prześladowany po zakończeniu wojny przez Urząd Bezpieczeństwa. Został pochowany w rodzinnych Kunicach.

## Upamiętnienie
Jego imię nosi jedna z ulic Płocka. Poświęcono mu rozdziały w książce Aleksandry Ziółkowskiej-Boehm pt. Dwór w Kraśnicy i Hubalowy demon.

## Wspomnienia
- W oddziale majora Hubala[3]